# Solar Decathlon Europe

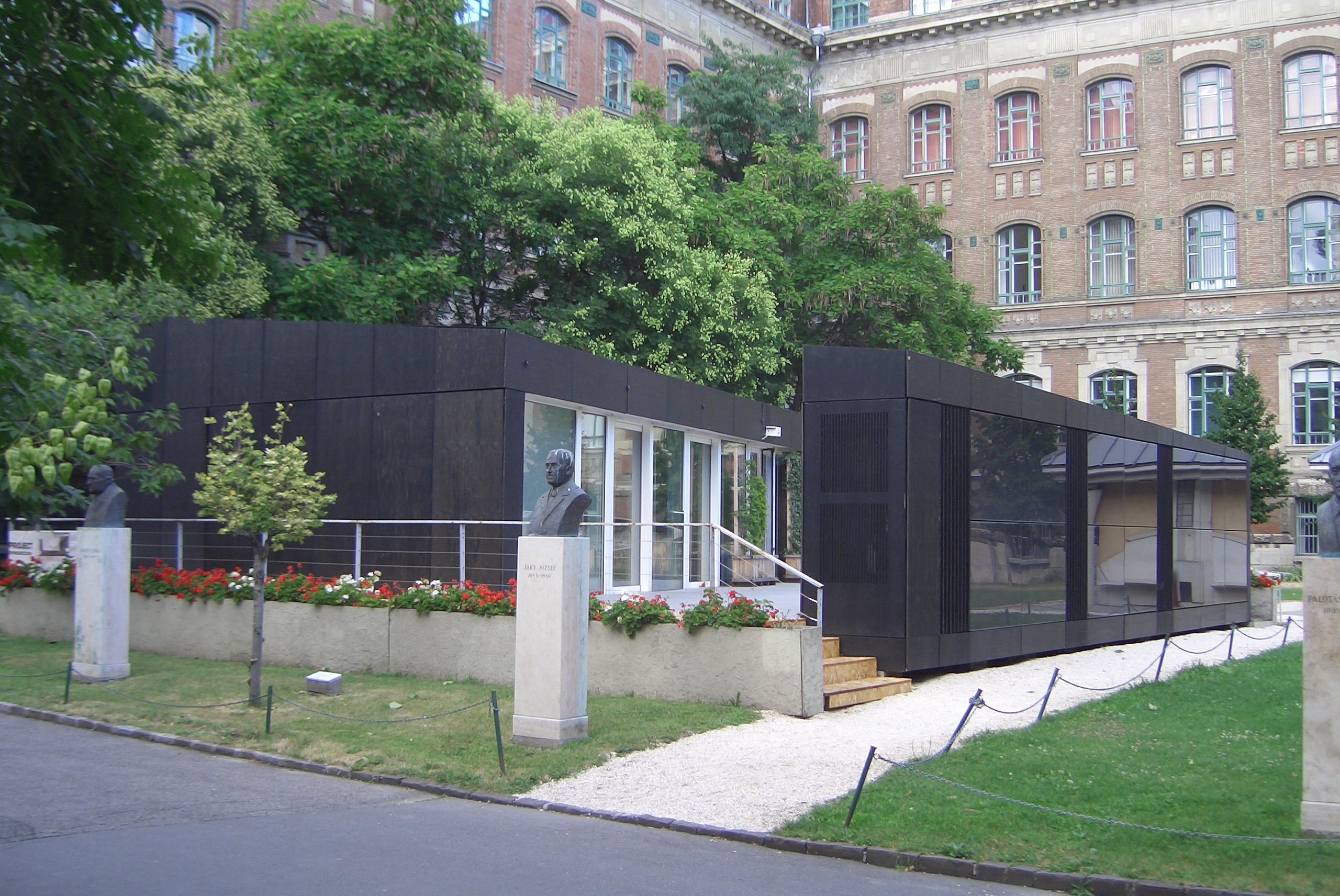
Az Odoo Project elnevezésű szoláris passzívház, a Solar Decathlon Europe 2011-es pályázaton díjazott magyar pályamű (2015 óta a Budapesti Műszaki Egyetem területén felállítva)

A Solar Decathlon Europe egy nemzetközi, egyetemek közötti innovációs verseny, ami 2002 óta kerül megrendezésre az USA Energetikai Minisztériuma és a spanyol kormányzat szervezésében. Célja a napenergia felhasználásával összefüggő építészeti megoldások népszerűsítése, illetve a zöldtechnológiák társadalmi, piaci támogatottságának megteremtése. A verseny során minden részt vevő csapatnak piaci szereplőkkel együttműködve egy kizárólag napenergiát hasznosító, energiahatékony, környezettudatos, könnyűszerkezetes lakóépületet kell megterveznie és felépítenie.

## A kezdetek
Az első Solar Decathlon  verseny 2002-ben került megrendezésre Washingtonban az Amerikai Egyesült Államok Energetikai Minisztériumának támogatásával, majd további három alkalommal: 2005-ben, 2007-ben és 2009-ben.

## A Solar Decathlon Europe verseny megalakulása
2007 októberében a spanyol és az amerikai kormány aláírt egy egyezményt, melyben a spanyol kormányzat kötelességet vállalt egy európai székhelyű Solar Decathlon megszervezésére és lebonyolítására az amerikai verseny mintájára. A Solar Decathlon Europe  versenyt a spanyol Munkaügyi Minisztérium lakásügyi és városfejlesztési főosztályának államtitkára  a madridi Műszaki Egyetemmel karöltve szervezi. Emellett az SDE Madrid város tanácsának és a spanyol Energy Saving Energy Agency támogatásával és a Saint-Gobain, Schneider Electric, Rockwool, Kömmerling és FCC cégek szponzorációjával fut. Először Európában 2010-ben, Madridban került sor 17 egyetemi csapat részvételével, melyet végül a Virginia Polytechnic Institute & State University nyert meg.

## A 2012-es verseny
A következő Solar Decathlon Europe verseny 2012-ben kerül megrendezésre, amelyre immár 20 csapat nyújtott be sikeres pályázatot, köztük a Budapesti Műszaki és Gazdaságtudományi Egyetem csapata. A versenyben résztvevők munkájának elbírálása széles körű szempontrendszer alapján történik, melynek során építészeti, fenntarthatósági, energiahatékonysági, kivitelezési, esztétikai, és tájékozottsági szempontokat is figyelembe vesznek, valamint hogy az épület mennyire állná meg helyét a piacon.  A csapatoknak ennek megfelelően egy úgynevezett tízpróbán kell átesniük, amely lefedi az összes lényeges szempontot, melyeknek napjainkban egy modern, fenntartható építészet népszerűsítését célzó versenyprojektnek meg kell felelnie.

## A tízpróba elemei
1. Építészet (Architecture)
2. Mérnöki tervezés és kivitelezés (Construction and Engineering)
3. Napenergia hasznosítási – és meleg vízrendszer (Solar Systems and Hot Water)
4. Elektromos energia mérleg (Energy Balance)
5. Komfort feltételek (Comfort Conditions)
6. Ház funkciós gépei (Usage)
7. Kommunikáció és társadalmi felelősségvállalás (Communication and Social Media)
8. Ipari megvalósíthatóság és piacképesség (Industrialization and Market Viability)
9. Innovációk (Innovation)
10. Fenntarthatóság (Sustainability)

Ezen összetett szempontrendszer miatt elengedhetetlen a csapatok nyitottsága, és hogy a tagok minél több tudományterületet képviseljenek, valamint, hogy mindenki a maga legjobb tudása szerint járuljon hozzá a projekt egészének megvalósulásához.

## A verseny fő célja
A közös jó ügy – illetve a szervezők szerint a verseny legfőbb célja – a következő:
- megfelelő kommunikációval felhívni a figyelmet az energiapazarló életmódunk visszafogásának lehetőségére
- bizonyítani, hogy a világításra, fűtésre és hűtésre vonatkozó igényünket megfelelő technológiai szint mellett sokkal eredményesebb, fenntarthatóbban tudjuk biztosítani
- megmutatni, hogyan lehet az egyre növekvő energia szükségletünket megfelelően kielégíteni olyan, mindenhol jelenlévő megújuló forrásokból, mint a napsugárzás
- végül pedig integrálni ezeket a technológiákat megfizethető, megbízható építészeti megoldásokkal. Az átlagos európai, sűrűn lakott és régi történelemmel rendelkező városokba kell megpróbálnunk fejleszteni olyan ötleteket, melyek könnyen átültethetőek lakóépületekre, házakra.

## A magyar csapat - Odooproject

### A csapat
A Budapesti Műszaki és Gazdaságtudományi Egyetem   több karának motivált diákjaiból összeállt csapat és tervük, az Odooproject az első Magyarországon, amely bejutott az évente megrendezett Solar Decathlon 20 résztvevője közé. Az egyetem sajátosságait kihasználva, több karról érkező tehetséges hallgatók alkotják a projekt öt munkacsoportját építészet és design, gépészet és energetika, intelligens épület, kommunikáció és menedzsment témakörben. Munkájukat a részt vevő karok neves oktatói támogatják az Építészmérnöki kar dékánja, Dr. Becker Gábor vezetésével.
A csapat jelenleg több mint hatvan tagja azon dolgozik, hogy az ország és az egyetem legjobb hírét keltsék a 2012 őszén, Madridban megrendezett döntőn, ahol meg is kell majd építeniük a házat. A kétéves felkészülési idő során nem csak a tehetséges és motivált hallgatók bevonása, de a fenntartható épülettervezés és a szoláris építészet egyetem falain belüli és kívüli népszerűsítése is cél. Ezt erőteljes, többirányú kommunikációval és a fontosabb piaci szereplők bevonásával kívánják elérni.

### A ház
A ház kialakítását a magyar népi építészetből vett motívum, a hangsúlyos ház-udvar kapcsolat inspirálta, melyben a zárt lakótér és a nyitott udvar együtt képezi a lakók életterét. A használók jellemző tartózkodási helye az évszakoknak és a napszakoknak megfelelően változhat, melyhez a ház egy rugalmasan használható teret biztosít. Az eredmény egy könnyen azonosítható, ikonikus házforma, mely tisztán tükrözi az energiatudatos tervezés és a szoláris építészet elveit.
A projekt előrehaladása nyomon követhető az Odooproject honlapján  és blogján .

## Sustainable Energy Europe Award Competition 2011
A Solar Decathlon Europe-ot jelölték legjobbnak kommunikáció kategóriában a Sustainable Energy Europe Award Competition 2011-en.  A díjátadó ceremóniát április 12-én tartották Brüsszelben a European Union Sustainable Energy Week 2011  Archiválva 2011. október 13-i dátummal a Wayback Machine-ben keretein belül, ami április 11-től 15-ig tartott.
Az ott átadott díjakkal a legkiválóbb projecteket jutalmazták az energia hatékonyság, a megújuló energia-technológiák és a környezetbarát közlekedés, illetve bio üzemanyagok területén. A díjakat 6 kategóriában osztották ki: kommunikáció, tanulás, életmód, előállítás, fogyasztás és utazás témakörökben. 309 project versenyzett idén a díjakért és csupán 24 (minden kategóriában 4) kerülhetett be a döntőbe.
A zsűri a következőkkel indokolta döntését:
- A SDE kiváló tanulási lehetőséget nyújt az egyetemista diákok számára. Az itt végzett munka ugyanis nagyban elősegíti az európai fiatalság kutatási és innovációs készségeinek, képességeinek fejlesztését.
- Megmutatja a közszféra és az üzleti világ együttműködésében rejlő lehetőségeket – különösen a design feladatok és a fenntartható házak építésének területén, melyekben a legmodernebb technológiák mutatkoznak meg.
- Olyan közösségi teret képez, ahol több mint 200 000 ember szemlélheti meg a fenntartható technológiák működését, jelentősen felkeltve ezzel a média figyelmét is.

A díj jelképezi azt a kiemelkedően fontos munkát, mellyel a SDE hozzájárul ahhoz, hogy minél több ember megérthesse a megújuló energia-technológiák kivitelezésének folyamatatát, használatukat az építészetben, valamint hangsúlyozza szükségességüket az energiahatékony építészet területén.